# Congrès des Arméniens occidentaux (1917)
Ne doit pas être confondu avec Congrès des Arméniens occidentaux (1919).
Le Congrès des Arméniens occidentaux (arménien : Արեւմտահայերու համագումար) de 1917, ou Premier Congrès des Arméniens occidentaux, est un congrès qui a lieu du 2 au 15 mai 1917 à Erevan et dont l'objectif est de s'occuper des questions du destin de l'Arménie occidentale et des réfugiés du génocide arménien dans le Caucase.

## Historique
Le premier Congrès des Arméniens occidentaux a lieu du 2 au 15 mai 1917 à Erevan, dans un contexte de liberté au Caucase et peu après la Décision du Gouvernement Provisoire au sujet de l'Arménie turque (26 avril 1917) signé par les autorités tsaristes et permettant aux rescapés du génocide arménien réfugiés dans le Caucase de retourner en Turquie dans les territoires occupés par l'armée russe. Ainsi, à l'été 1917, c'est environ 150 000 Arméniens qui s'installent dans les vilayets de Van, de Trébizonde, d'Erzurum et de Bitlis.
Parmi les 80 délégués, 15 viennent desdits territoires occupés et 25 représentent les réfugiés ; le reste des délégués représentent quant à eux les associations, les partis politiques, la presse ou sont tout simplement des personnalités importantes. Il est ouvert par Andranik Ozanian, son président d'honneur.
Le Congrès vote à l'unanimité une motion établissant un programme de « régénération » du peuple arménien, « démembré » par la guerre. De plus, il demande aux Arméniens de Russie de les aider à « réarméniser » les six vilayets et à « reconstruire » leur économie et leur culture.
Il envoie une lettre de salutation au Gouvernement provisoire de Russie, dans laquelle il explique la situation en Arménie, demande l'aide de la Russie pour l'unification du peuple arménien en fournissant notamment de l'assistance aux réfugiés, et condamne le génocide arménien perpétré par les autorités ottomanes.
Il décide aussi que la cause arménienne doit être défendue par une délégation arménienne en Europe composée par des Arméniens de Turquie (peut-être la Délégation nationale arménienne ?).
Le Congrès désigne un Conseil des Arméniens occidentaux de 15 membres, dont 8 sont membres de la Fédération révolutionnaire arménienne (FRA). Parmi eux, on trouve Zabel Essayan, Levon Shant, Andranik, Sembat, Sebouh Nercessian, mais aussi A. Terzibachian, G. Haykounin, Garo Sassouni, S. Boroyan, Ar. Darbinian et H. Galikian. Un homme comme Aram Manoukian est écarté du Conseil pour ses origines caucasiennes.
Ce Conseil désigne à son tour un Bureau exécutif chargé de la direction des affaires, composé de Vahan Papazian (FRA), A. Terzibachian (Ramgavar), Garo Sassouni (FRA), Ar. Darbinian (Ramgavar), H. Der Zarkarian (neutre) et H. Kalikian (Hentchak). Comme le note l'historienne Anahide Ter Minassian :

« Le Bureau Exécutif se mit immédiatement au travail et joua le rôle d'une sorte de "gouvernement extra-territorial" des Arméniens de Turquie. Il créa des sections en Transcaucasie et dans les territoires occupés, suscita l'apparition de nombreux comités d'entraide et seconda efficacement l'action du Commissaire Général. »

Ce premier Congrès est suivi d'un second en février 1919.